# Бедар
Бедар (ісп. Bédar) — муніципалітет в Іспанії, у складі автономної спільноти Андалусія, у провінції Альмерія. Населення — 1039 осіб (2010).
Муніципалітет розташований на відстані близько 390 км на південний схід від Мадрида, 60 км на північний схід від Альмерії.
На території муніципалітету розташовані такі населені пункти: (дані про населення за 2010 рік)
- Ель-Альбаріко: 32 особи
- Бедар: 722 особи
- Ель-Кампіко: 39 осіб
- Лос-Хілес: 24 особи
- Лос-Матрерос: 29 осіб
- Лос-Пінос: 33 особи
- Ла-Серена: 31 особа
- Ель-Пінар: 129 осіб

## Демографія
Динаміка населення (INE ):